# 佐藤章 (画家)
佐藤 章（さとう あきら、1911年 - 1985年）は、日本の素描画家。drawings Artist。素描画　エッチング画　スケッチ　元日本山林美術協会会員。

## 来歴
宮城県栗原郡高清水町（現・栗原市）に生まれる。
太平洋美術学校卒業。鶴田吾郎に師事。「素描は米の飯というべきもので、ぜいたくな料理がないときほど、日本人には飯の味がよくわかるものである」という鶴田の言葉に励まされ、戦前戦後を通じ素描画専門の制作を貫く。素描のもつ素朴さと、その直截的な表現力に惹かれ、20数年、日本の民家をモノクロームの世界で描き続けた。
発表は主に個展で戦前「川向う 素描展」など6回。戦中は「工場地帯」「裏街」等、工場地帯で働く少年工を描く。
戦後は「津軽 素描展」「山の民家 素描展」「飛騨の民家 素描展」「佐渡の漁村 素描展」等20回を数える。

## 著書
- 『山の民家 佐藤章素描画集』矢来書院、1973年
- 『民家の描き方』アトリエ出版社[要文献特定詳細情報] 佐藤章「コンテによる民家の追求」『美術雑誌アトリエ;民家の描き方』 第581号7月号、1975年、3-32頁。
- 『日本の民家素描画集』ほるぷ出版社[要文献特定詳細情報]
- 『日本の民家素描お手本集 ふるさとを歩く・見る・描く』リヨン社、1983年
  - 『合掌造りとかやぶき : 日本の民家 :ふる里を歩く・見る・描く : 佐藤章素描集』リヨン社、1997年